# Diadelia ligneoides
Diadelia ligneoides är en skalbaggsart som beskrevs av Stefan von Breuning 1961. Diadelia ligneoides ingår i släktet Diadelia och familjen långhorningar.
Artens utbredningsområde är Madagaskar. Inga underarter finns listade i Catalogue of Life.